# Дарзі-Махале (Рудсар)
Дарзі-Махале (перс. درزي محله) — село в Ірані, у дегестані Мачіян, у бахші Келачай, шагрестані Рудсар остану Ґілян. За даними перепису 2006 року, його населення становило 136 осіб, що проживали у складі 41 сім'ї.

## Клімат
Середня річна температура становить 15,15 °C, середня максимальна – 29,10 °C, а середня мінімальна – 1,19 °C. Середня річна кількість опадів – 1119 мм.
| Клімат поселення                              | Клімат поселення | Клімат поселення | Клімат поселення | Клімат поселення | Клімат поселення | Клімат поселення | Клімат поселення | Клімат поселення | Клімат поселення | Клімат поселення | Клімат поселення | Клімат поселення | Клімат поселення |
| Показник                                      | Січ.             | Лют.             | Бер.             | Квіт.            | Трав.            | Черв.            | Лип.             | Серп.            | Вер.             | Жовт.            | Лист.            | Груд.            |                  |
| Середній максимум, °C                         | 11,03            | 11,13            | 12,90            | 18,20            | 22,28            | 26,72            | 29,10            | 29,02            | 25,38            | 21,75            | 17,44            | 12,98            |                  |
| Середня температура, °C                       | 6,10             | 6,20             | 7,98             | 13,30            | 17,37            | 21,78            | 24,67            | 24,58            | 20,94            | 17,31            | 12,98            | 8,56             |                  |
| Середній мінімум, °C                          | 1,19             | 1,28             | 3,06             | 8,37             | 12,45            | 16,88            | 20,23            | 20,15            | 16,49            | 12,87            | 8,56             | 4,12             |                  |
| Норма опадів, мм                              | 96               | 83               | 83               | 45               | 46               | 37               | 33               | 58               | 135              | 219              | 159              | 125              |                  |
| Середньомісячна швидкість вітру, м/с          | 2.40             | 2.50             | 2.50             | 2.40             | 2.34             | 2.34             | 2.62             | 2.24             | 2.07             | 2.10             | 2.05             | 2.24             |                  |
| Середньомісячна сонячна радіація, кДж/м²·день | 7227             | 9229             | 11121            | 15307            | 19363            | 20983            | 21744            | 18308            | 14873            | 10774            | 8717             | 6822             |                  |
| --------------------------------------------- | ---------------- | ---------------- | ---------------- | ---------------- | ---------------- | ---------------- | ---------------- | ---------------- | ---------------- | ---------------- | ---------------- | ---------------- | ---------------- |
| Джерело:                                      |                  |                  |                  |                  |                  |                  |                  |                  |                  |                  |                  |                  |                  |